# Tilly Lauenstein
(Tilly Lauenstein, il 28 luglio 1995, giorno del suo 80° compleanno)
Mathilde Dorothea Lauenstein, detta Tilly (Bad Homburg, 28 luglio 1916 – Potsdam, 8 maggio 2002), è stata un'attrice e doppiatrice tedesca, in attività dalla metà degli anni trenta sino agli ultimi anni di vita.

## Biografia
Come attrice, fu attiva in campo cinematografico, televisivo e teatrale.
Tra i suoi ruoli principali, figurano quello della Sig.ra Hofer nella serie televisiva Alle meine Tiere (1962-1963) e quello di Martha Hagenbeck nella serie televisiva Unsere Hagenbecks (1991-1994). Era inoltre un volto noto anche per le sue apparizioni in serie televisive quali L'ispettore Derrick, Il commissario Köster, ecc.
Come doppiatrice, prestò la propria voce a numerose attrici, quali Lauren Bacall, Anne Bancroft, Ingrid Bergman, Joan Crawford, Bette Davis, Doris Day, Marlene Dietrich, Rossella Falk, Judy Garland, Olivia de Havilland, Katharine Hepburn, Deborah Kerr, Vivien Leigh, Anna Magnani, Simone Signoret, Barbara Stanwyck, ecc.

## Filmografia parziale

### Cinema
- Herbstmanöver, regia di Georg Jacoby (1936)
- Das große Abenteuer (1938)
- Chemie und Liebe (1948; ruolo: Martina Höller)
- Das Mädchen Christine (1949; ruolo: Courasche)
- Anonyme Briefe (1949; ruolo: Anita Grauberg)
- Die Stärkere (1953; ruolo: Dott.ssa Hanna Claassen)
- Stresemann (1957)
- I legionari (Madeleine und der Legionär, 1958)
- Le veneri del peccato (1958; ruolo: Thekla)
- Calze nere notti calde (Unser Wunderland bei Nacht, 1959; ruolo: Maria von Stammer)
- Notte d'inferno (Liebling der Götter), regia di Gottfried Reinhardt (1960)
- L'ultimo testimone (1960), regia di Wolfgang Staudte
- Una come quelle... (Und sowas nennt sich Leben, 1961; ruolo: Sig.ra Schlösser)
- Giulia tu sei meravigliosa (Julia, Du bist zauberhaft, 1962)
- Sono solo una donna (Ich bin auch nur eine Frau, 1962)
- Mercato nero dell'amore (Schwarzer Markt der Liebe, 1966)
- L'amore attraverso i secoli (Le plus vieux métier du monde, 1967)
- Il fantasma di Londra (Der Mönch mit der Peitsche, 1967; ruolo: Harriet Foster)
- Klassenkeile (1969)
- De Sade (1969)
- Bellissima superdotata cercasi... per pose particolari (Helgalein, 1969)
- L'inferno erotico di Pinnesburg (Das gelbe Haus am Pinnasberg, 1970; ruolo: Clarissa Zibell)
- Il cigno dagli artigli di fuoco (Perrak, 1970)
- Il maschio internazionale (1973)
- Otto - Der Film (1985)
- Raccolto amaro (Bittere Ernte) (1985)
- Whopper Punch 777 (1986)
- Buster's Bedroom (1991; ruolo: Sig.ra Noah)
- Cosima's Lexikon (1992; ruolo: Charlotte Steinhöfel)
- Sieben Monde (1998)
- Otto - Der Katastrofenfilm (2000)

### Televisione
- Stahlnetz (serie TV, 1 episodio, 1961)
- Alle meine Tiere (serie TV, 1962-1963; ruolo: Sig.ra Hofer)
- Nach Ladenschluss (1964)
- Der Forellenhof (serie TV, 1965-1966; ruolo: Ruth Buchner)
- Samba (1966)
- Das ganz große Ding (1966; ruolo: Carla Gray)
- Die Troerinnen (1966)
- Cäsar und Cleopatra (1969)
- Das Kurheim (serie TV, 13 episodi, 1972)
- Ist Onkel Jack ein Konformist? (1974)
- Ein Fall für Sie! - Sonnenschein bis Mitternacht (1975)
- Die Illusion der Möglichkeit (1976)
- L'ispettore Derrick (Derrick, serie TV, episodio "Il caso Annie Rothe"; 1976; ruolo: Sig.ra Hager), regia di Alfred Vohrer
- Jede Woche hat nur einen Sonntag (serie TV, 1977)
- L'ispettore Derrick (Derrick, serie TV, episodio "Un caffè da Beate"; 1978; ruolo: Sig.ra Wollak), regia di Alfred Vohrer
- L'ispettore Derrick (Derrick, serie TV, episodio "L'alibi"; 1982)
- Tatort (1 episodio, 1984)
- Il commissario Köster (Der Alte, serie TV, 1 episodio, 1985; ruolo: Baronessa Schwindt)
- Das Geheimnis von Lismore Castle (1986) (TV; ruolo: Kirsty McHarr)
- Wanderungen durch die Mark Brandenburg (1986; ruolo: Zia Frieken)
- Vicky und Nicky (1987; ruolo: Sig.ra Von Zippritz)
- L'ispettore Derrick (Derrick, serie TV, 1 episodio, 1988)
- Vera und Babs (serie TV, 1989; ruolo: Edda Häusler)
- Eine unheimliche Karriere (1989)
- Der lange Sommer (1989; ruolo: Zia Ria)
- Rivalen der Rennbahn (serie TV, 1989; ruolo: Rosalinde von Rödermark)
- Unsere Hagenbecks (serie TV, 37 episodi, 1991-1994; ruolo: Martha Hagenbeck)
- Il medico di campagna (Der Landarzt, serie TV, 2 episodi, 1989; ruolo: Sig.ra Ploog)
- Felix und 2x Kuckuck (serie TV, 1992; ruolo: Sig.ra Huber)
- Die Tote von Amelung (1995; ruolo: Gret Lamm)
- Die Schule am See (Großstadtrevier, serie TV, 14 episodi, 1998; ruolo: Gloria von Ahlefeld)
- 14º Distretto (serie TV, 1 episodio; ruolo: Sig.ra Speckelsen)
- Wolff - Un poliziotto a Berlino (serie TV, 1 episodio, 1999; ruolo: Sig.ra Killian)

## Radiodrammi[6]
- Benjamin Blümchen (1 episodio; ruolo: Zia Paula)
- Benjamin Blümchen (1 episodio; ruolo: Sig.ra Krause)
- Bibi Blocksberg (1 episodio, 1983; ruolo: Zia Paula)
- Bibi Blocksberg (1 episodio, 1985; ruolo: Dott.ssa Schniebelhut)
- Bibi Blocksberg (1986-1989; ruolo: Mania)
- Max Headroom (1 episodio, 1989; ruolo: Florence)
- Xanti (1 episodio, 1989; ruolo: Ula)

## Doppiaggio (lista parziale)[4][5]

### Cartoni animati
- Heidi (1974-1975; voce: Sig.rina Rottenmeier)

## Riconoscimenti
- 1984 Großer Hersfeld-Preis